# Raïon de Trostianets
Le raïon de Trostianets (ukrainien : Тростянецький район) est une subdivision administrative de l'oblast de Vinnytsia, dans l'Ouest de l'Ukraine. Son centre administratif est la ville de Trostianets.